# Lejsek šedý
Lejsek šedý (Muscicapa striata) je malý druh pěvce z čeledi lejskovitých (Muscicapidae).

## Popis
- Délka těla: 13,5–14,5 cm
- Rozpětí křídel: 23–25 cm
- Hmotnost: 16 g.[2][3]

Je o něco menší než vrabec. Má štíhlé tělo, relativně velkou hlavu, dlouhá křídla a ocas. Svrchu je šedý s nádechem do hněda, spodinu těla má světleji šedavou. Čelo, hrdlo a prsa pokrývají tmavší čárky. Tmavé nohy jsou slabé a krátké, neslouží k pobíhání ani skákání, ale pouze k sezení. Zobák a oči jsou tmavé. Obě pohlaví jsou zbarvena stejně; mladí ptáci mají na svrchní straně těla světle hnědé skvrnění.

## Hlas
Vábí svižným „pst“. Zpěv je tvořen řadou krátkých tichých drsných tónů a v základě z ní asi jako „sip-sip-síh-siti-síh-sih“.

## Rozšíření
Vyskytuje se v celé Evropě, v severozápadní Africe a jihozápadní Asii po Mongolsko. 
Evropská populace je odhadována na 14–22 milionů párů. V letech 1970–1990 byl zaznamenán viditelný pokles, v současné době je populace považována za stabilizovanou.
Je výlučně tažný, zimuje v tropické a jižní Africe.

## Výskyt v Česku
Na území České republiky je lejsek šedý rozšířen celkem rovnoměrně, ale nikde nepatří mezi hojné druhy. Relativně četněji se vyskytuje v nížinách a pahorkatinách, ojediněle vystupuje i vysoko do hor, pravidelně k lidským sídlům. Nejvýše byl zaznamenán na Pančavské louce v Krkonoších (1340 m n. m.), pravidelněji zde vystupuje přibližně do 750 m n. m. Zdá se, že preferuje parky a zeleň intravilánu (např. i expoziční část zoo v Brně). Pravidelně obsazuje různé typy rozptýlené zeleně (rybniční hráze, břehové porosty toků, nivy, rozptýlená zeleň v zemědělské krajině), starší světlé listnaté lesy (doubravy, bučiny), smíšené i jehličnaté lesy (bory), lužní lesy.
Na hnízdiště přilétá od konce dubna do počátku května, odlétá od konce srpna do září. Během mapování v letech 2001–2003 byla v ČR početnost odhadnuta na 40 000–80 000 párů.

## Prostředí
Obývá aleje starých stromů a pásy stromů podél vodních toků. Žije v rozvolněných starých lesích, častěji listnatých než jehličnatých, parcích, v sadech a zahradách, na zarostlých hřbitovech. Chová se nenápadně. Vyjma hnízdní období žije samotářsky.

## Potrava
Živí se zejména létajícím hmyzem, na který číhá z vyvýšené pozorovatelny (kůl, suchá větev v koruně stromu, telegrafní sloup, drát el. vedení atp.) a kterého se zmocňuje v letu. Vzápětí se vrací na stejné místo nebo poblíž (lze jej poznat podle typicky vzpřímeného držení těla). Za příznivého počasí touto taktikou uloví až dvě třetiny kořisti, v deštivých dnech pátrá po potravě zejména na stromech (sbírá ji z listů, větví i kůry), v bylinném patře, na zdech nebo na kompostech. V potravě jsou zastoupeni zejména dvoukřídlí a motýli, případně jiný dospělý hmyz včetně vážek, čmeláků, vos nebo mšic. V malé míře jsou zastoupeny také žížaly, larvy hmyzu a různé plody.

## Hnízdění
Ve střední Evropě hnízdí 1× až 2× ročně od května do srpna. Je obvykle monogamní, u některých samců byla zaznamenána bigamie. Miskovité hnízdo z mechu a kořínků vystlané zvířecími chlupy, peřím nebo vlnou staví převážně samice. Umísťuje ho v polodutinách stromů, paždí větví nebo výklencích budov (obsazuje i polootevřené budky), obvykle ve výšce 1–15 m. V jedné snůšce je většinou 4–5 světlých, hnědě skvrnitých, 18,7 × 14,1 mm velkých vajec. Inkubace je 11–15denní, na vejcích sedí jen samice. Mláďata krmí oba rodiče. Mladí ptáci opouštějí hnízdo po 12–16 dnech; pohlavně dospívají v druhém kalendářním roce života.

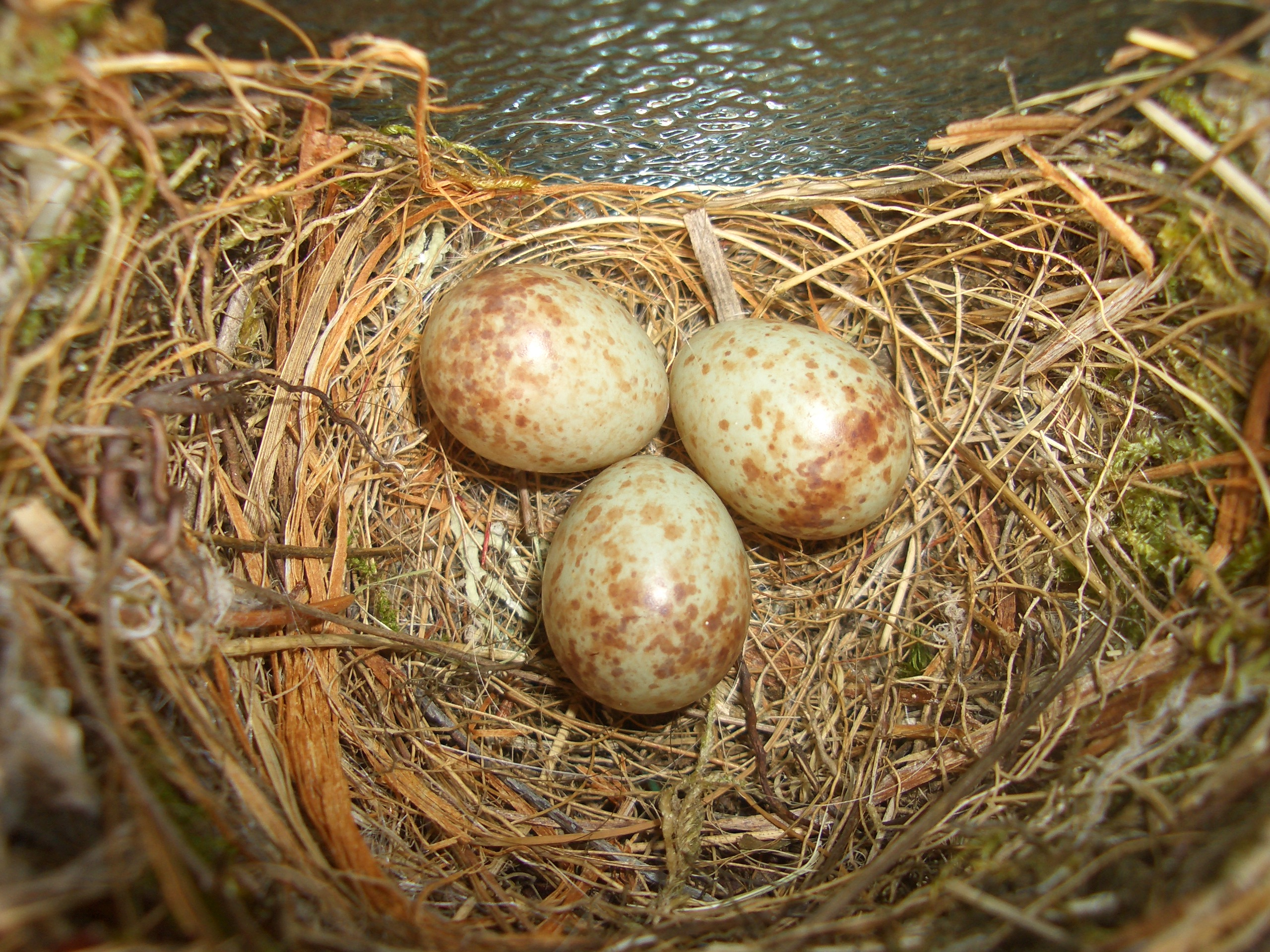
Vejce v hnízdě
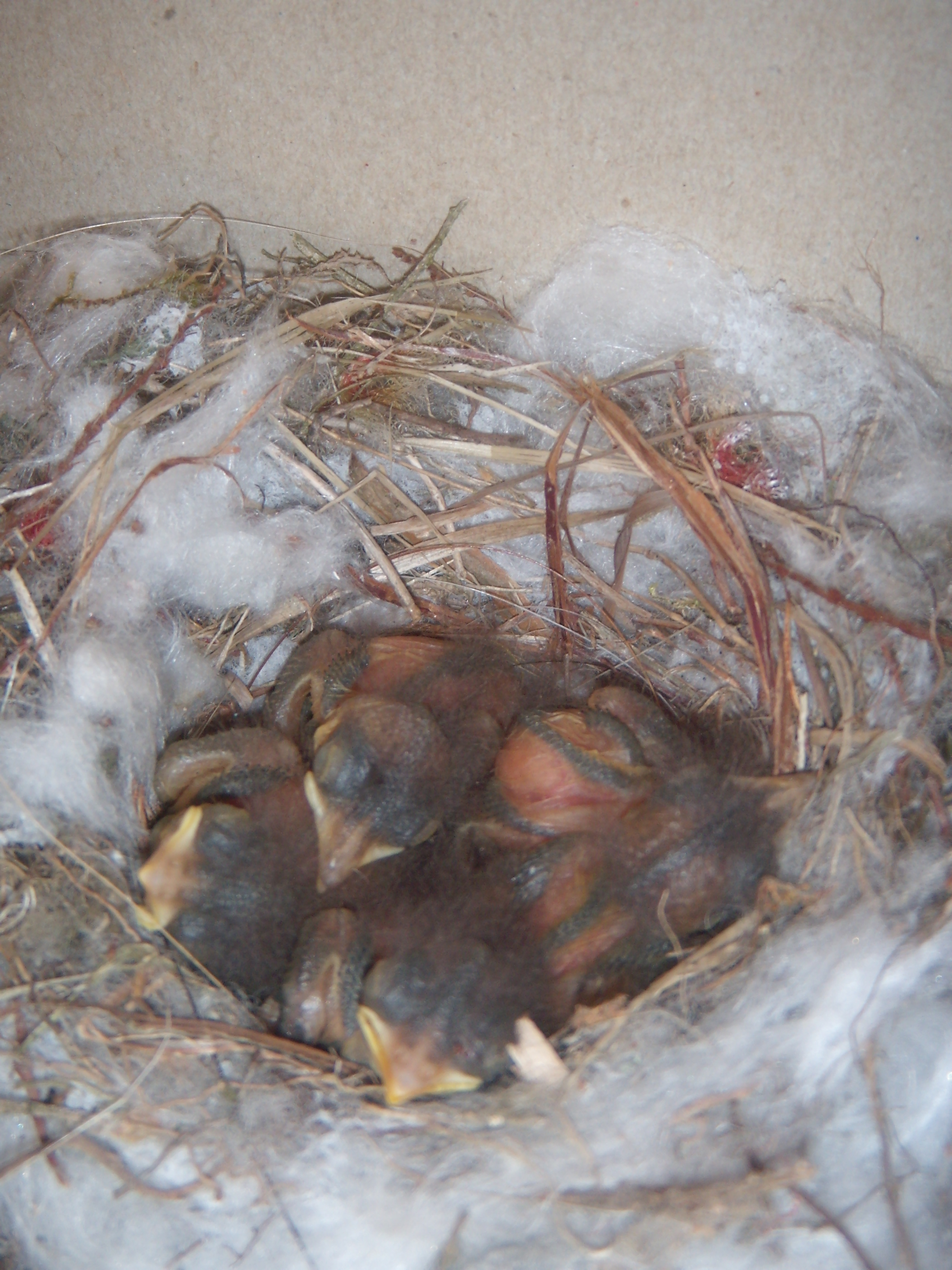
Týden stará mláďata
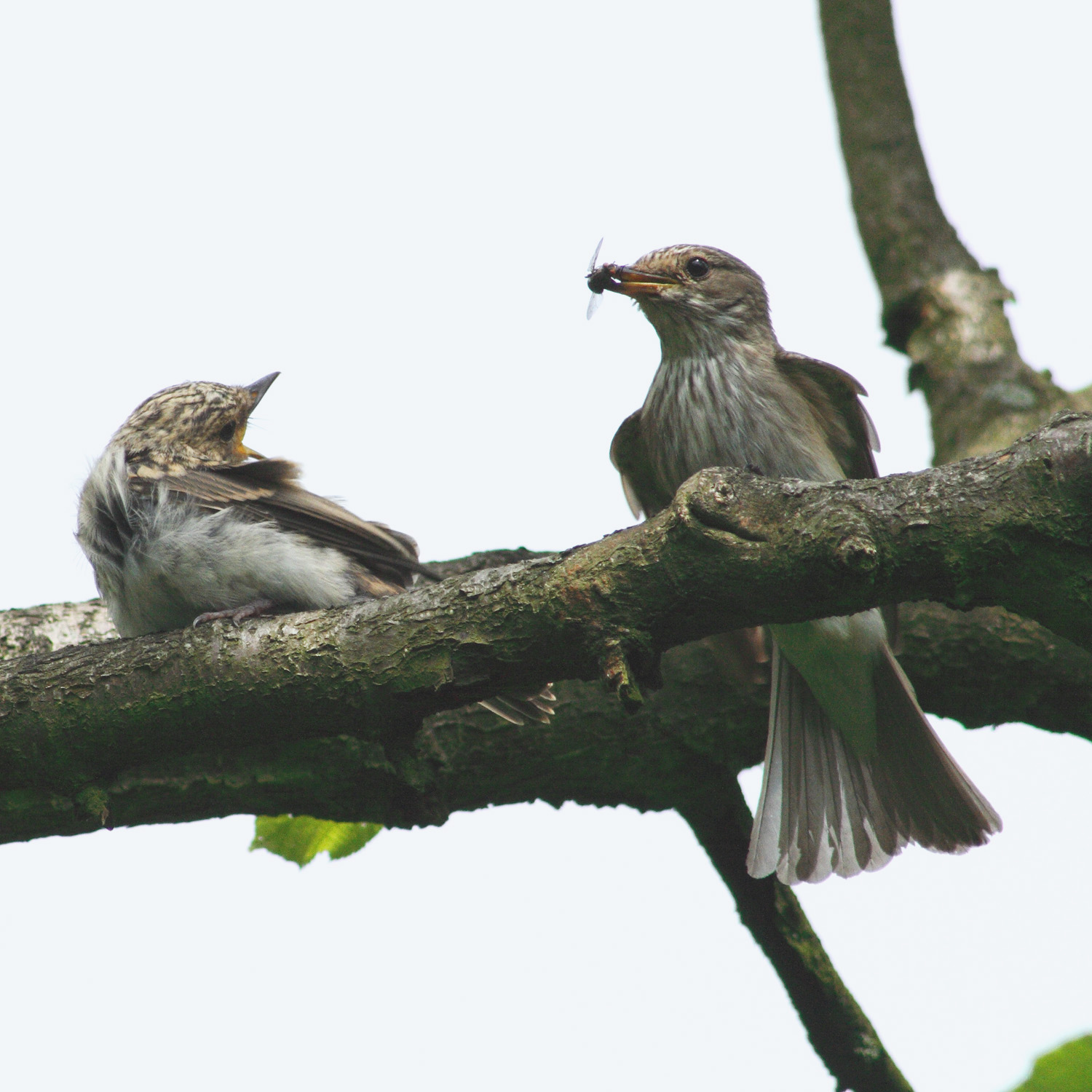
Dospělý pták (vpravo) s mladým jedincem

## České pojmenování
Dříve byli do jediného rodu Muscicapa řazeni kromě lejska šedého i lejsek černohlavý (Ficedula hypoleuca) s bílou skvrnkou na čele a lejsek bělokrký (Ficedula albicollis) s bílým čelem. Podle bílé skvrnky na hlavě, „lysinky“, získali název „lejsek“.

### Video
- Jarmila Kačírková: Lejsek šedý (Muscicapa striata), hnízdění v polobudce v Přerově, červen 2019